# Sponheim
Sponheim là một đô thị thuộc huyện Bad Kreuznach trong bang Rheinland-Pfalz, phía tây nước Đức. Đô thị Sponheim có diện tích 14,35 km², dân số thời điểm ngày 31 tháng 12 năm 2006 là 871 người.